# Medgrid
El denominado proyecto Medgrid, que nace a finales de 2010 en París, es un ambicioso proyecto industrial para África del Norte, que busca promover y desarrollar una red europea de electricidad en torno al Mediterráneo con electricidad renovable y precios competitivos, mayoritariamente solar. El objetivo es instalar hasta 20 gigavatios (GW) de capacidad para ser destinado al consumo europeo.
En noviembre de 2011, se firmó un protocolo inicial (MoU) entre Medgrid y Desertec para estudiar, diseñar y promover una verja eléctrica interconectada, que tendría un presupuesto superior a los 400.000 millones de euros.

## Historia

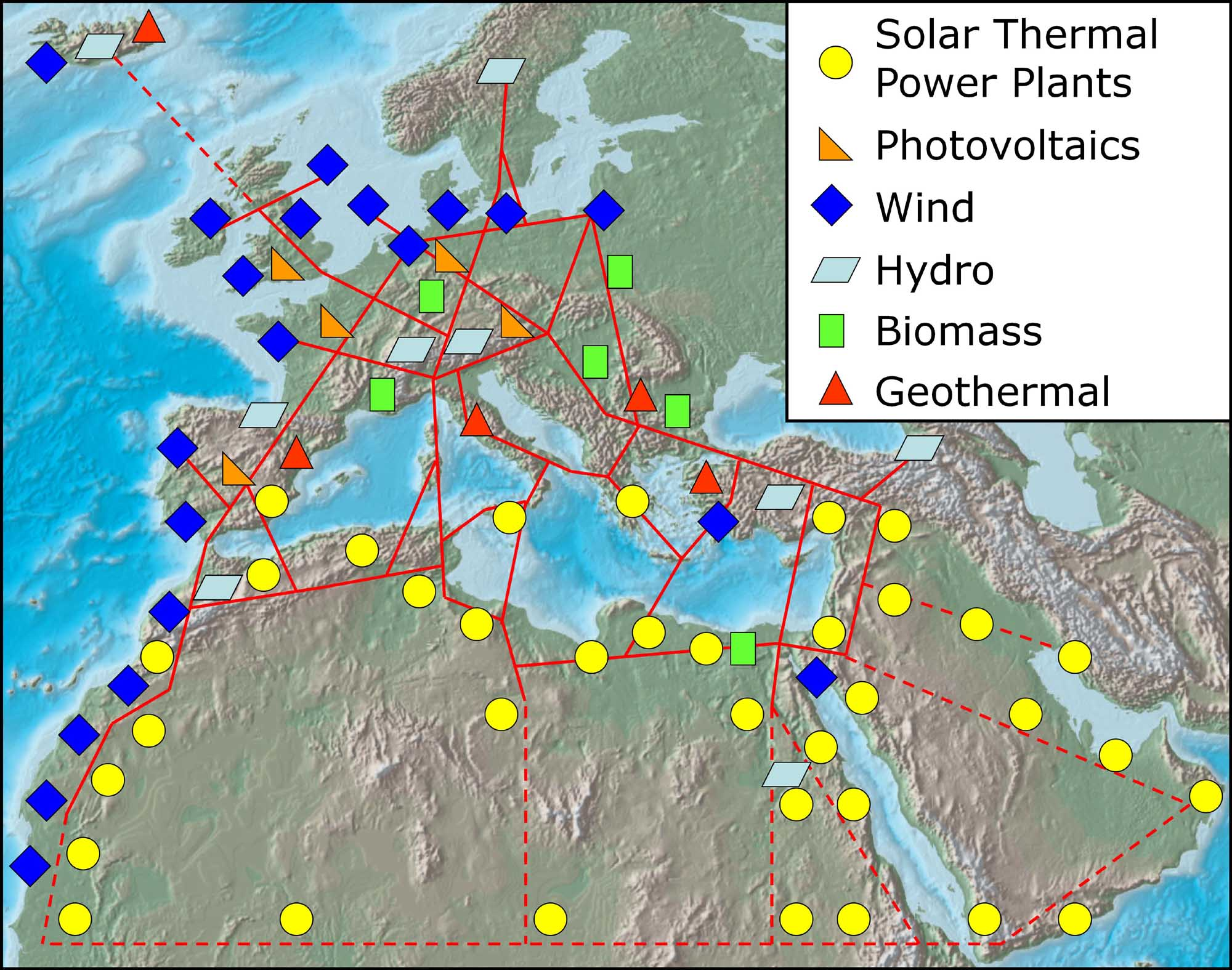
Plan europeo de energía renovable de Desertec y el Consorcio Medgrid a través de África del Norte, Oriente Medio y Europa.

Países mediterráneos potencialmente beneficiarios

### Origen del proyecto
Una frase de Gerhard Knies, fundador y físico alemán de Desertec ilustra la idea motriz del proyecto: "los desiertos del mundo recogen más energía del sol en seis horas de lo que la Humanidad consume en un año entero.”
La ubicación elegida, el desierto del Sáhara, ya ha sido objeto de interesantes proyectos y de algunas granjas solares, pues disfruta del sol directo gran parte del año (3.000 a 4.000 horas de sol por año). Además, los desiertos están prácticamente despoblados, por lo que es fácil instalar grandes granjas solares. Además, los desiertos de arena pueden proporcionar silicio, un material que es esencial en la producción de tableros solares.

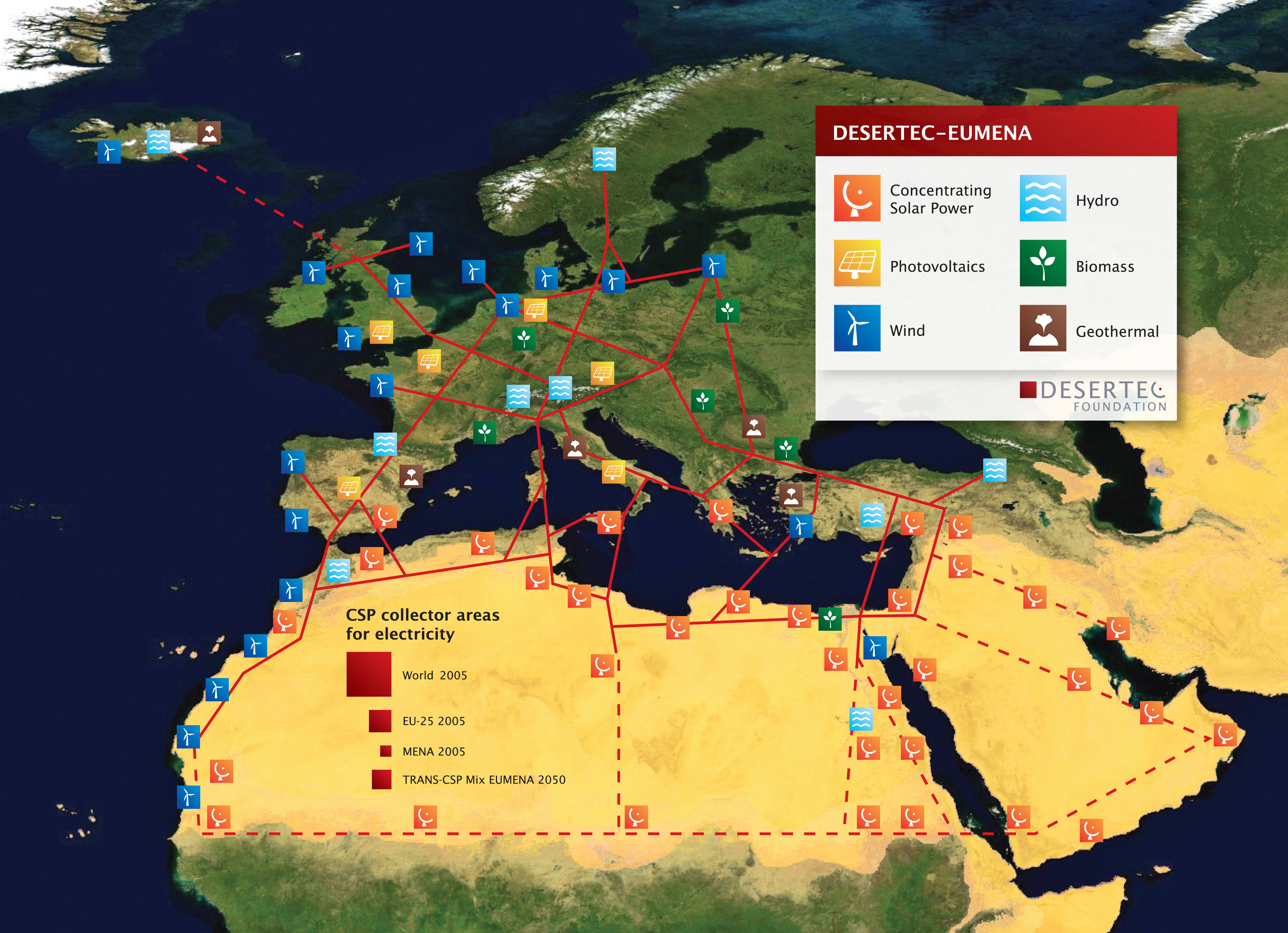
Plan esquemático del europeo Supergrid

### Consorcio Medgrid (julio de 2010 - presente)

Ver también la Lista de HVDC proyecto en Europa, el cual finalmente sería parte de europeo Supergrid

De manera similar al proyecto industrial Transgreen, puesto en marcha en París en julio de 2010 como iniciativa francesa dentro del marco de la Unión para el Mediterráneo (UfM), el memorándum (MoU) que da nacimiento al proyecto fue firmado el 24 de noviembre de 2011 entre Medgrid y Desertec. El plan incluye la construcción de cinco interconexiones con un coste de alrededor de 5.000 millones de euros, incluyendo el paso submarino entre Túnez e Italia. En marzo de 2012 Desertec, Medgrid y varias ONG (Amigos del Supergrid y Renewables Grid) firmaron una declaración para apoyar la integración eficaz y completa, en un mercado de electricidad único.

## Consorcio
El consorcio incluye más de veinte posibilidades de desarrollo, como operadores de verjas, fabricantes de equipamiento, financiación de instituciones o de inversores privados. Entre las empresas que participan encontramos a las siguientes:
- Abengoa SA (España)
- Alstom SA (Francia)
- Areva SA (Francia)
- Atos Worldgrid (Francia)
- cdc Infraestructura (Francia)
- EDF SA (Francia)
- GDF Suez SA (Francia)
- NEMO (Italia)
- Nexans (Francia)
- L'la oficina Nacional de l'Électricité (UN) (Marruecos)
- Cacerola Med Comerciando e Inversión (Jordania)
- Prysmian (Italia)
- Red Eléctrica Corp. SA (España)
- REN (Portugal)
- RTE (Francia)
- Siemens AG (Alemania)
- Soitec (Francia)
- Taqa Arabia (Egipto)
- Terna SA (Italia)
- Tunur (Reino Unido)
- Establecimiento de Elias del Walid (Siria)

El consorcio está dirigido por André Merlin, CEO de Medgrid.